# Repräsentation Ostdeutscher in Führungspositionen
Die Repräsentation Ostdeutscher in Führungspositionen wurde seit den 1990er Jahren in verschiedenen Studien erforscht. Da die Zugehörigkeit von Menschen zur Gruppe der Ostdeutschen drei Jahrzehnte nach der Wende in vielen Fällen schwierig ist, definieren empirische Studien und Umfragen die Gruppe jeweils unterschiedlich. Auch die Führungspositionen, also die Zugehörigkeit zu einer Elite, wird unterschiedlich definiert. Gemeinsam ist allen Studien das Ergebnis, nämlich eine im Vergleich zu ihrem Anteil an der gesamtdeutschen Bevölkerung geringere Repräsentation von Ostdeutschen in Führungspositionen. Über die Gründe dafür und mögliche Maßnahmen dagegen besteht hingegen keine Einigkeit.

## Repräsentation nach Bereich

### Politik und Verwaltung
Die an der Universität Potsdam entstandene „Potsdamer Elitestudie“ untersuchte im Jahr 1995 die Repräsentation von Ostdeutschen in den deutschen Eliten, die Ergebnisse wurden 1997 in einem Sammelband von Hilke Rebenstorf und Wilhelm Bürklin veröffentlicht. 60 Prozent der Führungskräfte der neuen Bundesländer waren demnach in der DDR ausgebildet und sozialisiert. In der gesamtdeutschen Elite erwiesen sich Ostdeutsche dagegen als unterrepräsentiert (11,6 Prozent bei einem ungefähren Bevölkerungsanteil von 20 Prozent).
Der in Rostock geborene Soziologe Steffen Mau konstatierte 2012 in der Zeit, die Tatsache, dass Deutschland mit Angela Merkel und Joachim Gauck gleichzeitig eine Bundeskanzlerin und einen Bundespräsidenten aus Ostdeutschland hatte, könne über die Unterrepräsentation nicht hinwegtäuschen. Der in Leipzig geborene Soziologe Raj Kollmorgen beschrieb die Biographien von Merkel und Gauck in einem Interview 2017 als Ausnahmen. Johanna Wanka sei zudem die einzige ostdeutsche Politikerin, die Ministerin in einem westdeutschen Bundesland (Niedersachsen) geworden sei. Der brandenburgische Ministerpräsident Dietmar Woidke schlug 2020 Jes Möller als ersten ostdeutschen Richter des Bundesverfassungsgerichts vor, setzte sich jedoch nicht durch. Im Juli 2020 wurde Ines Härtel als erste ostdeutsche Verfassungsrichterin gewählt.
Eine vom MDR in Auftrag gegebene Studie der Universität Leipzig ermittelte 2016, dass Führungspositionen in Ostdeutschland nur zu 23 Prozent von Menschen mit ostdeutscher Herkunft besetzt waren. Bei Ministerpräsidenten ostdeutscher Bundesländer war der Anteil höher. In Regierungskabinetten war der Anteil niedriger als 2004, bei ostdeutschen Staatssekretären gab es dagegen Zuwächse. In der Richterschaft stieg der Anteil von 11,8 auf 13,3 Prozent, bei Präsidenten und Vizepräsidenten der obersten Gerichte sowie Vorsitzenden Richtern der Senate von 3,4 auf 5,9 Prozent. 2021 wurde keine der sieben Bundesbehörden, die in Ostdeutschland liegen, von Ostdeutschen geleitet.
Im Koalitionsvertrag der Ampelkoalition wurde 2021 eine Verbesserung der „Repräsentation Ostdeutscher in Führungspositionen und Entscheidungsgremien in allen Bereichen“ vereinbart. Denis Huschka kritisierte 2022 in der Berliner Zeitung, dass nur fünf der 54 Spitzenpositionen im Kabinett Scholz mit Ostdeutschen besetzt worden seien, dafür aber zwei Ministerposten (Steffi Lemke und Klara Geywitz). Eine 2022 von der in Weimar geborenen Verwaltungswissenschaftlerin Sylvia Veit an der Universität Kassel veröffentlichte Studie kam unter anderem zum Ergebnis, dass während der Regierungszeit von Helmut Kohl mehr Ostdeutsche in politischen Spitzenpositionen vertreten waren als gegenwärtig.

### Wirtschaft
Bundesweit waren 2017 nur 1,7 Prozent aller herausgehobenen Spitzenpositionen mit Personen besetzt, die in der DDR sozialisiert und vor 1976 geboren wurden. Von 196 Vorständen von DAX-Unternehmen stammten nach dieser Definition 2017 vier aus Ostdeutschland (davon drei Frauen), kein Vorstandsvorsitzender kam aus den neuen Ländern. Anfang 2019 lag die Zahl der DAX-Vorstandsmitglieder mit ostdeutscher Herkunft unverändert bei vier: Hiltrud Werner (* 1966, Vorstandsmitglied bei VW), Hauke Stars (* 1967, Vorstandsmitglied bei der Deutschen Börse), Kathrin Menges (* 1964, Vorstandsmitglied von Henkel, 2019 wurde ihr Vertrag nicht verlängert) und Torsten Jeworrek (* 1961, Vorstandsmitglied von Munich Re).

### Medien
In Chefredaktionen ostdeutscher Medien sind Ostdeutsche seltener vertreten als Westdeutsche. Der Verleger Christoph Links wurde 2019 als erster Ostdeutscher zum Verleger des Jahres gewählt. Der Unternehmer Holger Friedrich wurde mit dem Kauf der Berliner Zeitung 2019 zum ersten ostdeutschen Zeitungsverleger seit der Wende.
Eine Übersicht vom medienkritischen Portal Übermedien zu deutschen Fernsehtalkshow-Gästen im ersten Halbjahr 2020 ermittelte einen ostdeutschen Anteil von 8,3 Prozent. Eine Studie des Think Tanks „Progressives Zentrum“ ermittelte unter den zwischen 2017 und 2020 eingeladenen Politikern einen Anteil mit ostdeutscher Biografie von 15,2 Prozent. Eine Umfrage unter Volontären der öffentlich-rechtlichen Rundfunkanstalten ermittelte Ende 2020, dass 11 Prozent in den neuen Bundesländern aufgewachsen waren.
Auf der vom Magazin Cicero anhand von Medienpräsenz, Internetzitationen und Google Scholar ermittelten Rangliste der einflussreichsten Intellektuellen im deutschsprachigen Raum befanden sich im Jahr 2019 unter den ersten 100 nur fünf Personen mit DDR-Biographie, den höchsten Rang belegte der Liedermacher Wolf Biermann auf Platz 30.
Ein Artikel im Spiegel konstatierte 2019, dass Ostdeutsche in der deutschsprachigen Wikipedia unterrepräsentiert seien. Die zugrundeliegende Datenanalyse umfasste alle Personenartikel mit einem Geburtsjahr von 1960 bis 1999 sowie einem identifizierbaren Geburtsort innerhalb der Grenzen des heutigen Deutschlands.

### Wissenschaft und Kunst
Der in der Studie der Universität Leipzig 2016 ermittelte Anteil von 23 Prozent Menschen mit ostdeutscher Herkunft auf Führungspositionen in Ostdeutschland war in Hochschulleitungen noch geringer. In den Führungspositionen der größeren Forschungsinstitute in Ostdeutschland betrug der Anteil nur 14 Prozent, womit der Anteil unter dem ausländischer Wissenschaftler lag. Unter den Präsidenten bzw. Rektorinnen der 81 staatlichen Universitäten befanden sich keine Ostdeutschen. 2020 trat Gesine Grande als erste ostdeutsche Hochschulpräsidentin an der BTU Cottbus ihr Amt an. Die Historikerin Heike Amos beschrieb in einer 2020 erschienenen Studie die Bedeutung ostdeutscher Physikerinnen vor und nach der Wende. Die ersten beiden weiblichen Physikprofessorinnen an der Freien Universität und der Technischen Universität Berlin stammten aus Ostdeutschland.
Der Kulturwissenschaftler Paul Kaiser warf 2017 in einem Artikel in der Sächsischen Zeitung unter der Überschrift „Wende an den Wänden“ dem Dresdner Kunstmuseum Albertinum vor, die kunstgeschichtliche Epoche zwischen 1945 und 1990 „aus der Schausammlung ins Depot entsorgt“ zu haben. Die überwiegend westdeutschen Verantwortlichen hätten „koloniale[…] Attitüden“ an den Tag gelegt, „mit denen man den Ostdeutschen das Sehen“ habe lehren wollen. Die anschließende Debatte diskutierte die Repräsentation von DDR-Kunst in deutschen Museen und wurde im Feuilleton als „Dresdner Bilderstreit“ bezeichnet. Zwischen 1990 und 2021 wurden nur zwei ostdeutsche Künstler eingeladen, um Deutschland bei der Kunstbiennale in Venedig zu vertreten.
In einem Zeit-Artikel mit der Überschrift „Die Dynastien des Ostens“ konstatierten Anne Hähnig und Stefan Schirmer 2016, dass ostdeutsche Schauspieler in Film, Fernsehen und Theater überdurchschnittlich stark repräsentiert seien. Sie führen dies auf die Bedeutung von Schauspielerfamilien zurück, die die Tradition der DDR fortführen konnten. Als Beispiele nennen sie die Schauspieler Matthias Schweighöfer, Anna Maria Mühe, Cosma Shiva Hagen und Robert Gwisdek, deren Eltern in der DDR bekannt geworden waren.

## Vorgeschlagene Maßnahmen

### Quote
Seit den 1990er Jahren wurden Vorschläge laut, der Diskriminierung Ostdeutscher mit einer Quotenregelung für Organisationen ähnlich der Frauenquote zu begegnen. Reiner Haseloff, Ministerpräsident von Sachsen-Anhalt, lehnte die Idee im Gespräch mit seinem baden-württembergischen Amtskollegen Winfried Kretschmann 2015 ab. Die Sozialwissenschaftlerin Frauke Hildebrandt, Tochter der brandenburgischen SPD-Politikerin Regine Hildebrandt, fordert seit 2018 eine Quote von 17 Prozent für Spitzenpositionen, die den Anteil der Ostdeutschen an der deutschen Bevölkerung abbilden solle. Als Ostdeutscher gelte, wer in Ostdeutschland zur Schule ging oder geht. Hildebrandt strebt ein juristisches Gutachten zur Umsetzung einer Selbstverpflichtung im Land Brandenburg an, das Rechtssicherheit in Fragen der Affirmative Action sowie bezüglich der Abgrenzung der Zielgruppe schaffen soll.
Die ehemalige sächsische Grünen-Fraktionschefin Antje Hermenau schlug im Deutschlandfunk vor, für steuerfinanzierte Gehälter eine Quote von 20 Prozent im Bund und 55 Prozent in den ostdeutschen Ländern einzuführen. Simone Schmollack kritisierte die Ostdeutschen-Quote in der taz mit dem Argument, der Anteil Ostdeutscher in der deutschen Bevölkerung lasse sich nach 30 Jahren Einheit nicht mehr feststellen, da die Kriterien für die Zugehörigkeit zur Gruppe unklar seien. Der Verfassungsrechtler Hartmut Bauer forderte 2021 im Spiegel eine Quote zur „besonderen Berücksichtigung von Ostdeutschen bei der Personalentwicklung für Führungsaufgaben“. Der in Westdeutschland aufgewachsene thüringische Ministerpräsident Bodo Ramelow lehnte 2021 eine Ost-Quote für die Besetzung des Bundeskabinetts ab. Der in Leipzig geborene Linken-Politiker Sören Pellmann forderte 2022 eine Quotenregelung für Ministerien und oberste Bundesbehörden.

### Förderung
Es wurde vorgeschlagen, ostdeutsche Jugendliche verstärkt in Förderwerke aufzunehmen und mit Stipendien auszustatten. 2021 ergab eine Studie der Universität Erfurt, dass Ostdeutsche weniger in Stipendienprogrammen der Begabtenförderwerke vertreten sind.